# 太陽島 (玻利維亞)
太陽島（西班牙語：Isla del Sol）是的的喀喀湖南邊的一個島嶼。隸屬於玻利維亞，地勢較陡，是一個多岩石的丘陵島嶼，島上尚無機械型交通工具。島上約有800個家庭，主要經濟活動以農業和漁業為主，旅遊業也給當地帶來部分經濟收入。島上最大的城鎮是查利亞潘帕。
島上有80多個遺址。其中部分可以追溯到公元15世紀左右的印加時期。考古學家發現早在公元前三千年，島上就有人類活動。印加人相信創始世界的太陽神印提發源於此。

## 詞源

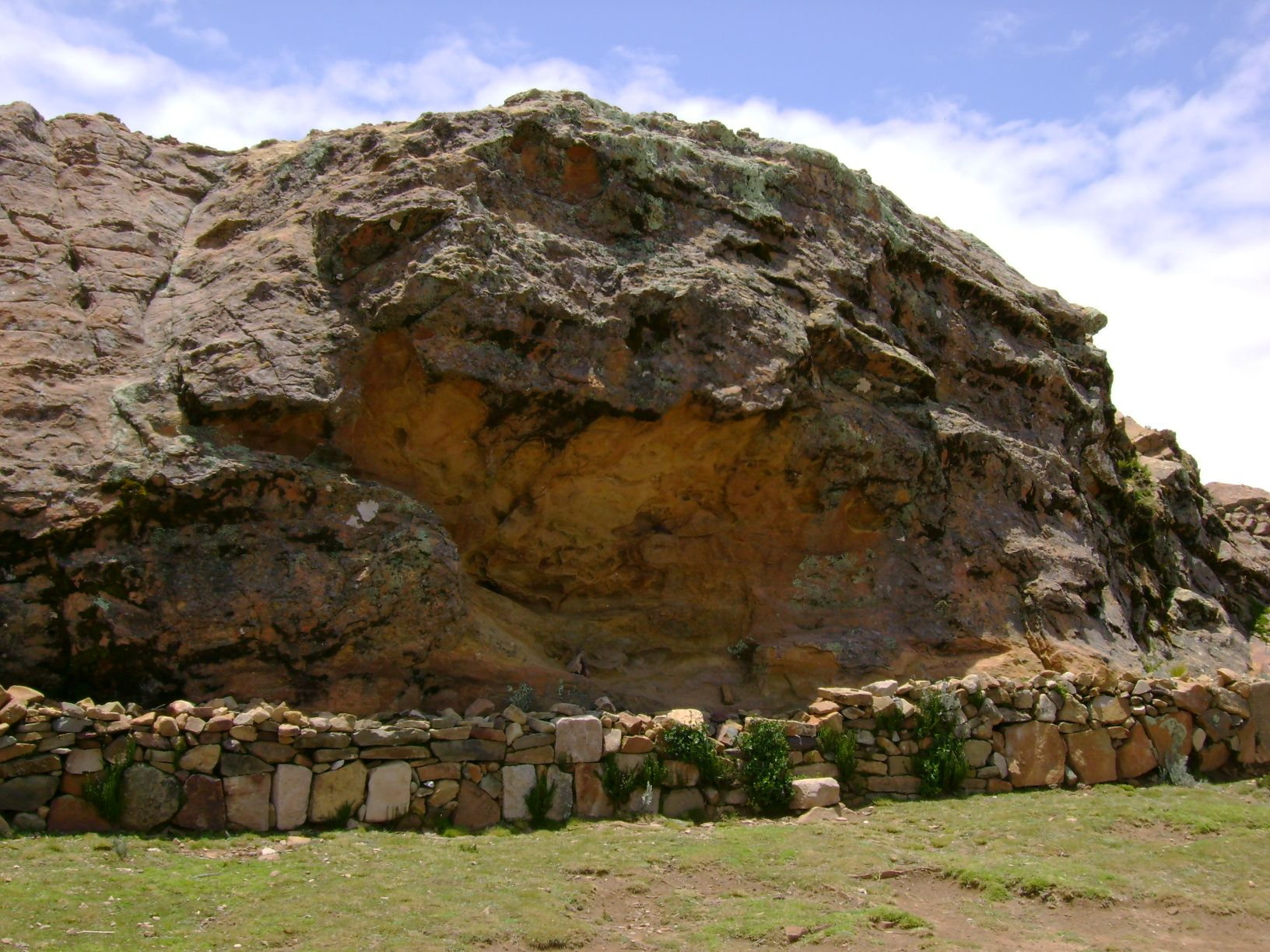
蒂蒂卡拉石

太陽島的艾馬拉語名稱是Titi'kaka。這個詞的原始含義尚不清楚。一些語言學家和考古學家認為這個名字是「titi」（意為山原貓；鉛）和「qala」（岩石）的語言變化。在魯多維科·貝爾托尼奧1612年的艾馬拉-西班牙語詞典中，「Tahksi kala」一詞意為「基石」，可能暗指印加人的起源故事。

## 歷史

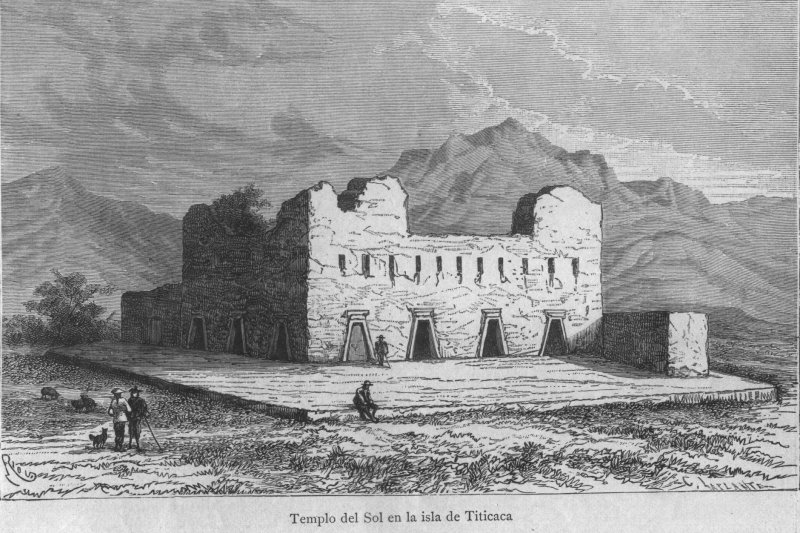
太陽島的寺廟，畫於1886年

歷史學家貝爾納維·科博記錄太陽島北部兩個版本的印加起源神話。傳說安第斯山太陽神因蒂的兒子曼科·卡帕克是從稱為蒂蒂卡拉（Titi Qala）的大石頭中出現的。在神話的一個版本中，那裡的古代人們已經很多天沒有光明，對黑暗感到恐懼。最後，人們看到太陽從石頭中露出來，相信那是太陽的住所。在科博提到的另一個版本中，其他人認為因為太陽在大洪水期間隱藏在岩石下面，這塊岩石是獻給太陽的。太陽島是洪水退去後出現的第一片陸地，太陽從蒂蒂卡拉升起，再次照亮天空。在這塊岩石上有一座寺廟，後來第十代圖帕克·印卡·尤潘基擴建了它，並為mamaconas（被選中的女性）建造了一座修道院，為來訪的朝聖者建造了tambo（旅館）。

## 考古
Ch'uxu Qullu考古遺址位於查利亞（Challa）灣上方的一座小山丘上，發現了古代早期陶瓷遺跡，其碳-14可追溯到西元前2200年左右。在遺址發現了八塊黑曜石片，而中子活化分析顯示它們全部來自位於祕魯阿雷基帕省的奇瓦伊黑曜石帶，證明島上居民有更廣泛的貿易網路。
1989-1992年，在太陽島附近的水下發現了印加和蒂亞瓦納科文物，現在在查利亞潘帕的遺址博物館展出。